# Mad Harriet
Mad Harriet è un personaggio immaginario dell'Universo DC. Comparve per la prima volta in Mister Miracle vol. 1 n. 6 (gennaio 1972), e fu creata da Jack Kirby.

## Storia
Mad Harriet crebbe nell'orfanotrofio di Nonnina Bontà. Una bambina profondamente disturbata, impressionò Nonnina con il suo temperamento feroce e il debole per la violenza, così da inserirla nelle Furie Femminili, e fu così che Mad Harriett servì Darkseid. Durante la battaglia sulla Terra contro la Suicide Squad per il destino di Glorioso Godfrey, Harriet rimase quasi uccisa quando attaccò Bronze Tiger e i suoi artigli energetici rincularono il colpo.
Durante un'altra missione, Harriet fu catturata dagli Dei di Nuova Genesi ma fu mandata a Darkseid. Successivamente, Mad Harriet divenne una prostituta nel bordello di Nonnina Bontà, anche se rimase ignoto se fosse la vera Mad Harriet o una ex delusione amorosa di Mister Miracle. Divenne poi amica della collega criminale Harley Quinn, anche se successivamente Bernadeth la sgridò per essersi associata a una mortale.

### Status corrente
Mad Harriet ricomparve insieme al resto delle Furie Femminili in una battaglia contro Firestorm, Orion e Hawkgirl in diverse occasioni.
In Countdown a Crisi Finale n. 11, Mad Harriet fu parte della battaglia contro Mary Marvel, Harley Quinn e la seconda Catwoman. Come Cane Soldato di Apokolips aprì il fuoco su Mary, che schivò i colpi che colpirono Mad Harriet al posto suo.
In Crisi finale, Mad Harriet fu una delle Furie il cui spirito possedette alcune delle eroine e criminali della Terra. Il suo corpo fu quello di Batwoman.

## Poteri e abilità
Mad Harriet indossa "spine energetiche" sulle mani che crepitano di energia. Possono causare sufficiente danno da ferire persino il più potente dei metaumani dell'Universo DC. A causa della sua pazzia, Harriet possiede uno stile di combattimento imprevedibile e possiede forza, durata e riflessi super umani.

## In altri media

### Televisione
- Mad Harriet comparve in numerosi episodi della serie animata Superman doppiata da Andrea Martin. Ebbe la sua prima comparsa nell'episodio in due parti Supergirl dove lei, insieme a Lashina e Stompa, fu convocata da Nonnina Bontà per sconfiggere Supergirl. Comparve poi nell'episodio di fine serie Attacco alla Terra (prima parte), dove lei e altri gioirono per il successo di Superman, ma successivamente lo attaccarono quando l'Uomo d'Acciaio le tradì.
- Mad Harriet comparve nell'episodio Il sopravvissuto, della serie animata Justice League Unlimited.
- Mad Harriet comparve nella decima stagione della serie televisiva Smallville, nell'episodio Abbandonata, interpretata dall'attrice Lindsay Hartley. Harriet agisce come comandante in seconda di Nonnina Bontà e agisce come leader del gruppo quando Nonnina non è presente. Indossa un guanto di kryptonite fornito di artigli (simile a quello di Freddy Krueger). Lei e il resto delle Furie Femminili catturarono Clark Kent e quasi lo uccisero ma furono fermate da Nonnina Bontà. Più avanti, attaccò Tess Mercer, ma fu messa fuori gioco proprio da lei poco dopo.

### Film
- Mad Harriet compare nel film animato Superman/Batman: Apocalypse. Non ha alcuna battuta nel film e i suoi pochi grugni furono forniti da Salli Saffiotti. Mentre combatteva insieme alle Furie, tentò di mordere Wonder Woman durante una battaglia contro di lei e Big Barda.